# Боздуган
Боздуганът е развитие на бойната тояга. Той представлява дървена, облицована в метал или целометалическа дръжка с удебелен край, или глава изработена от камък или метал (мед, бронз, стомана). Главата обичайно е малко по-широка от дръжката, с фланци (зъбци, пера) осигуряващи по-голяма поразяваща мощ. Думата може да се използва за да обозначава бойна тояга (дървен боздуган), или неправилно, обозначавайки цеп (млатило).
Остаряло название за боздуган е топуз.
Съществуват и т. нар. церемониални боздугани. Те са богато украсени метални или дървени боздугани, носени от суверена или друго висше официално лице по време на цивилни церемонии, имайки за цел да представи неговата власт и авторитет. 

В Османската империя боздуганът е официален символ на пашата, в Киевска Рус и Украйна – символ на хетманската власт.
- Церемониални боздугани
- Параден боздуган на град Лондон, носен от кмета
- Церемониален боздуган на председателя на парламента на щата Куинсланд в Австралия
- Церемониален боздуган (в лявата ръка), изобразен на стела в Нимруд
- Церемониален боздуган на канцлера на Луи XIV
- Официален портрет на хетман Богдан Хмелницки с боздуган — символ на хетманската власт